# Grammothele ochraceus
Grammothele ochraceus är en svampart som beskrevs av Ryvarden 1982. Grammothele ochraceus ingår i släktet Grammothele och familjen Polyporaceae.   Inga underarter finns listade i Catalogue of Life.